# Sci alpino ai XX Giochi olimpici invernali - Supergigante maschile
Tra le competizioni dello sci alpino ai XX Giochi olimpici invernali di Torino 2006 il supergigante maschile si disputò sabato 18 febbraio a Sestriere Borgata di Sestriere; il norvegese Kjetil André Aamodt vinse la medaglia d'oro, l'austriaco Hermann Maier quella d'argento e lo svizzero Ambrosi Hoffmann quella di bronzo.
Detentore uscente del titolo era lo stesso Aamodt, che aveva vinto la gara dei XIX Giochi olimpici invernali di Salt Lake City 2002 disputata sul tracciato di Snowbasin precedendo gli austriaci Stephan Eberharter (medaglia d'argento) e Andreas Schifferer (medaglia di bronzo); il campione mondiale in carica era lo statunitense Bode Miller, vincitore a Bormio/Santa Caterina Valfurva 2005 davanti agli austriaci Michael Walchhofer e Benjamin Raich.

## Risultati
| Pos. | Atleta                 | Nazione       | Tempo   | Distacco |
| ---- | ---------------------- | ------------- | ------- | -------- |
| 1    | Kjetil André Aamodt    | Norvegia      | 1:30,65 |          |
| 2    | Hermann Maier          | Austria       | 1:30,78 | +0,13    |
| 3    | Ambrosi Hoffmann       | Svizzera      | 1:30,98 | +0,33    |
| 4    | Erik Guay              | Canada        | 1:31,08 | +0,43    |
| 5    | Aksel Lund Svindal     | Norvegia      | 1:31,10 | +0,45    |
| 6    | Marco Büchel           | Liechtenstein | 1:31,22 | +0,57    |
| 7    | Scott Macartney        | Stati Uniti   | 1:31,23 | +0,58    |
| 8    | François Bourque       | Canada        | 1:31,27 | +0,62    |
| 9    | Daron Rahlves          | Stati Uniti   | 1:31,37 | +0,72    |
| 10   | Hannes Reichelt        | Austria       | 1:31,39 | +0,74    |
| 11   | Antoine Dénériaz       | Francia       | 1:31,49 | +0,84    |
| 12   | Didier Cuche           | Svizzera      | 1:31,50 | +0,85    |
| 13   | Peter Fill             | Italia        | 1:31,54 | +0,89    |
| 14   | Lasse Kjus             | Norvegia      | 1:31,79 | +1,14    |
| 15   | Andrej Šporn           | Slovenia      | 1:31,84 | +1,19    |
| 16   | Didier Défago          | Svizzera      | 1:31,90 | +1,25    |
| 17   | Patrick Staudacher     | Italia        | 1:31,91 | +1,26    |
| 18   | Bruno Kernen           | Svizzera      | 1:31,95 | +1,30    |
| 19   | Christoph Gruber       | Austria       | 1:32,00 | +1,35    |
| 20   | Manuel Osborne-Paradis | Canada        | 1:32,02 | +1,37    |
| 21   | Benjamin Raich         | Austria       | 1:32,05 | +1,40    |
| 22   | John Kucera            | Canada        | 1:32,10 | +1,45    |
| 22   | Finlay Mickel          | Regno Unito   | 1:32,10 | +1,45    |
| 24   | Yannick Bertrand       | Francia       | 1:32,21 | +1,56    |
| 24   | Patrik Järbyn          | Svezia        | 1:32,21 | +1,56    |
| 26   | Bjarne Solbakken       | Norvegia      | 1:32,90 | +2,25    |
| 27   | Konstantin Sac         | Russia        | 1:33,14 | +2,49    |
| 28   | Andrej Jerman          | Slovenia      | 1:33,20 | +2,55    |
| 29   | Massimiliano Blardone  | Italia        | 1:33,48 | +2,83    |
| 29   | Pavel Šestakov         | Russia        | 1:33,48 | +2,83    |
| 31   | Ivica Kostelić         | Croazia       | 1:33,53 | +2,88    |
| 32   | Petr Záhrobský         | Rep. Ceca     | 1:33,70 | +3,05    |
| 33   | Aleš Gorza             | Slovenia      | 1:33,77 | +3,12    |
| 34   | Kryštof Krýzl          | Rep. Ceca     | 1:34,20 | +3,55    |
| 35   | Natko Zrnčić-Dim       | Croazia       | 1:34,49 | +3,84    |
| 36   | Ivan Ratkić            | Croazia       | 1:34,77 | +4,12    |
| 37   | Roger Cruickshank      | Regno Unito   | 1:34,87 | +4,22    |
| 38   | Martin Vráblík         | Rep. Ceca     | 1:34,90 | +4,25    |
| 39   | Gauthier de Tessières  | Francia       | 1:34,94 | +4,29    |
| 40   | Jaroslav Babušiak      | Slovacchia    | 1:35,41 | +4,76    |
| 41   | Aleksandr Chorošilov   | Russia        | 1:35,51 | +4,86    |
| 42   | Anton Konovalov        | Russia        | 1:35,72 | +5,07    |
| 43   | Steven Nyman           | Stati Uniti   | 1:36,22 | +5,57    |
| 44   | Duncan Grob            | Cile          | 1:36,24 | +5,59    |
| 45   | Michał Kałwa           | Polonia       | 1:36,25 | +5,60    |
| 46   | Ivan Heimschild        | Slovacchia    | 1:36,58 | +5,93    |
| 47   | Maui Gayme             | Cile          | 1:36,85 | +6,20    |
| 48   | Olivier Jenot          | Monaco        | 1:37,03 | +6,38    |
| 49   | Ivan Olivari           | Croazia       | 1:37,43 | +6,78    |
| 50   | Alexander Heath        | Sudafrica     | 1:37,77 | +7,12    |
| 51   | Andrej Drygin          | Tagikistan    | 1:37,85 | +7,20    |
| 52   | Ivars Ciaguns          | Lettonia      | 1:38,18 | +7,53    |
| 53   | Mikola Skrjabin        | Ucraina       | 1:38,86 | +8,21    |
| 54   | Mikael Gayme           | Cile          | 1:39,68 | +9,03    |
| 55   | Leyti Seck             | Senegal       | 1:42,87 | +12,22   |
| 56   | Erjon Tola             | Albania       | 1:44,27 | +13,62   |
|      | AJ Bear                | Australia     | DNF     | DNF      |
|      | Pierre-Emmanuel Dalcin | Francia       | DNF     | DNF      |
|      | Bode Miller            | Stati Uniti   | DNF     | DNF      |
|      | Claudio Sprecher       | Liechtenstein | DNF     | DNF      |
|      | Ondřej Bank            | Rep. Ceca     | DNF     | DNF      |
|      | Àlex Antor             | Andorra       | DNF     | DNF      |
|      | Nikolai Hentsch        | Brasile       | DNF     | DNF      |

Legenda:

DNF = prova non completata

Pos. = posizione

Ore: 14.45 (UTC+1)

Pista: Kandahar Banchetta

Partenza: 2 536 m s.l.m.

Arrivo: 1 886 m s.l.m.

Lunghezza: 2 325 m

Dislivello: 650 m

Porte: 39

Tracciatore: Andreas Evers (Austria)